# Пітюренко Юхим Іванович
Юхим Іванович Пітюренко (*1928, Ганнівка) — доктор географічних наук, професор кафедри розміщення продуктивних сил Національного економічного університету.

## Життєпис
Народився у жовтні 1928 року в селі Ганнівці на Дніпропетровщині в родині вчителя. У 1951 р. закінчив географічний факультет Дніпропетровського університету. Працював учителем, директором школи в Донецьку.
З 1960 року творчий і життєвий шлях Ю. І. Пітюренка пов'язаний з Києвом. Він працював у науково-дослідному і проектному інституті містобудування (1960—1961 рр.), викладав у Інституті народного господарства. Протягом 1963—1970 рр. Юхим Іванович працював у Раді по вивченню продуктивних сил України, а в 1971 р. разом з очолюваною ним проблемною групою з географії населення (з 1984 р. — відділ) перейшов до заново створеного Сектора географії при Інституті геофізики АН України, де впродовж 15 років успішно продовжував дослідження в галузі географії населення. В 1979 р. він захистив (у Ленінградському університеті) докторську дисертацію «Питання методології і методики дослідження регіональних систем міських поселень (на прикладі Української РСР)». Разом із науковою діяльністю Ю. І. Пітюренко викладав у Київському державному університеті (1975—1983 рр.). З 1985 р. Юхим Іванович — у Київському інституті народного господарства (тепер Національний економічний університет): до 1988 р. — декан факультету економіки праці та матеріально-технічного постачання, завідувач кафедрою економічної географії та економічної історії, з 1988 р. — професор кафедри розміщення продуктивних сил.

## Науковий вклад
Результати наукової діяльності вченого викладені у численних наукових працях, серед яких кілька монографій: «Розвиток міст і міське розселення в Українській РСР» (1972 р.); «Територіальні системи міських поселень Української РСР (методологія і методика дослідження, аналіз сучасного становища, закономірності і перспективи розвитку)» (1977 р.); «Системи розселення і територіальна організація народного господарства» (1983 р.).
Він розробив типологію систем розселення і нові методи вивчення локальних, обласних та регіональних систем міських поселень, функціонально-системну типологію міст, визначив закономірності і поглибив концепцію взаємопов'язаного розвитку територіальних систем розселення та виробництва.
При значних досягненнях у теоретичній розробці наукових положень географії населення не можна не відзначити, що Юхим Іванович — невтомний організатор польових досліджень розселення, анкетних обстежень поселень. Виконані під його керівництвом прикладні дослідження з географії населення, конкретні рекомендації щодо розвитку малих і середніх міст, промислових, курортних і сільськогосподарських районів тощо широко використовувались у діяльності державних установ. Ю. І. Пітюренко успішно поєднував наукові дослідження з викладацькою діяльністю, з великою науково-організаторською роботою. Він був членом двох спеціалізованих рад по захисту докторських і кандидатських дисертацій, членом редколегії міжвідомчого наукового збірника «Економічна і соціальна географія».